# 田北良平
田北 良平（たきた りょうへい、1987年9月16日 - ）は、日本の男性タレント、モデル、俳優。【神戸・清盛隊 】イケメン担当（青）【平宗盛】（たいらの むねもり）役としても活動中。大阪府大阪市北区出身。株式会社リアルム（大阪）所属。

## 出演

### テレビ・ラジオ
- サンテレビ 【花作り手作りプラス】 2017年〜現在 レギュラー出演中
- ABC 【西川きよしのおしゃべりあるき目です】　2014年リポーター レギュラー出演
- テレビ大阪 【花らふる】　2011年4月〜6月迄　リポーター レギュラー出演
- NHK 【歴史秘話ヒストリア】　志方之善 役
- MBS 【パテナの神様】　再現VTR出演
- 関西テレビ 【マルコポロリ】　再現VTR出演
- テレビ大阪 【たかじんNOマネー】　再現VTR出演
- サンテレビ 【アサスマ】　出演
- ラジオ　エフエムキタ 【れんあい＠研究所】 2011年5月〜7月迄　レギュラー出演
- 大衆演劇　出演
- ラジオ関西 【桂春蝶のバタフライエフェクト】
- ラジオ大阪 【高岡美樹のべっぴんラジオ】
- J:COM 【8時です！生放送！火曜日！】
- ABCラジオ 【伍芳の神戸再発見！】
- 関西テレビ 【〜ハピくるっ！〜】

### CM
- 「コールド大関」　デザイナー役
- 「オールドギア」　出演
- 「K-POWERS」

### 舞台
- 舞台「鬼切丸伝 源平鬼絵巻」　平宗盛 役 出演
  - 2017年1月18日〜22日　六行会ホール　原作： 楠桂（『鬼切丸伝』（リイド社）） ／ 脚本・演出： 松多壱岱
- ミュージカル「ズボン船長」　船医ソクラテス 役 出演　
  - 2014年7月25日（金）〜27日（日）　梅田芸術劇場シアター・ドラマシティ　原作／角野栄子「ズボン船長さんの話」（福音館書店刊・角川文庫刊）　脚本・演出・振付／岸本功喜
- 舞台「アタシたちには明日しかない」　出演
- 舞台「じんない」　徳川秀忠 役 出演
- 舞台「偽善者」　　出演
- 舞台「うしおととら」　　出演
- 舞台「大阪俳優市場2014　夏」
- 舞台「Believe」
- 舞台「COSMOS」
- 舞台 ｢魔界煉獄プルガトリオ｣【無名】役 出演

### 映画
- 「ニワトリ★スター」

### 雑誌
- 「関西ウォーカー」 USJ 読者モデル 掲載
- 「ぴあ　二人のオフタイム」 表紙モデル 掲載

### イベント
- 阪神タイガース 甲子園始球式  平宗盛役で観覧
- オリックス・バファローズ ほっともっとフィールド始球式　平宗盛役で観覧

### ユニット活動
- 【神戸・清盛隊（青）】 イケメン担当 【平宗盛】（たいらの むねもり）役として活動中。